# Neoconocephalus trochiceps
Neoconocephalus trochiceps är en insektsart som först beskrevs av Heinrich Hugo Karny 1907.  Neoconocephalus trochiceps ingår i släktet Neoconocephalus och familjen vårtbitare. Inga underarter finns listade i Catalogue of Life.